# 37 Grad Leben
37 Grad Leben (oder auch 37°Leben) ist eine Reportagereihe des ZDF. Sie ist ein Ableger der seit dem November 1994 laufenden Dokumentationssendung 37 Grad.
37 Grad Leben übernahm Anfang März 2022 den Sendeplatz von sonntags – TV fürs Leben, das seit 2003 ausgestrahlt wurde und am 27. Februar 2022 zum letzten Mal lief, am Sonntagmorgen um 9:03 Uhr.

## Konzept
Wie 37 Grad wird auch 37 Grad Leben von der Redaktion „Religion und Leben“ im ZDF verantwortet. Einzelne Sendungen des Formats können von einem Moderator oder Moderatorin präsentiert werden. Bei 37 Grad erzählen die Protagonisten von sich selbst. Ihre Aussagen werden durch einen Sprechertext eingeordnet, bleiben aber unkommentiert. In 37 Grad Leben hingegen gibt keinen Sprechertext, es kommen auch Experten zu Wort.
Auf dem Streamingportal des ZDF sind die jeweiligen Sendungen am Freitag vor der Fernseherstausstrahlung ab 8:00 Uhr in der Regel für fünf Jahre abrufbar. Die Sendung wird am Freitag nach der Erstausstrahlung gegen 12:55 Uhr in 3sat wiederholt.

## Episodenliste

### 2022
| Nr. (ges.) | Nr. (St.) | Originaltitel                                                     | Erstausstrahlung D (ZDF) | Drehbuch                                                                       |
| ---------- | --------- | ----------------------------------------------------------------- | ------------------------ | ------------------------------------------------------------------------------ |
| 1          | 1         | Plötzlich Pfleger*in – Berufswechsel in der Pandemie              | 6. März 2022             | Markus Erwig                                                                   |
| 2          | 2         | Keine Angst vorm Tod                                              | 13. März 2022            | Linda Huber                                                                    |
| 3          | 3         | Männer allein zu Haus – Alltag und Lebensbewältigung              | 20. März 2022            | Ana-Marija Bilandzija                                                          |
| 4          | 4         | Ultraorthodox? Nein danke! – Jüdische Aussteiger*innen in Dresden | 27. März 2022            | Dörthe Eickelberg                                                              |
| 5          | 5         | Pflegekind als Chance                                             | 3. Apr. 2022             | Markus Erwig                                                                   |
| 6          | 6         | Raus aus dem Profisport                                           | 10. Apr. 2022            | Christian David                                                                |
| 7          | 7         | Was am Ende zählt – Ehrenamtliche im Einsatz                      | 17. Apr. 2022            | Andrea Wiehager-Philippi                                                       |
| 8          | 8         | Porenrein – Männer und Schönheit                                  | 24. Apr. 2022            | Svenja Nagel                                                                   |
| 9          | 9         | Der Müll muss weg                                                 | 1. Mai 2022              | Felix Kost                                                                     |
| 10         | 10        | Gründer-Mütter – Alltag und Lebensbewältigung                     | 8. Mai 2022              | Christian David, Simone Schillinger                                            |
| 11         | 11        | Handwerk statt Studium                                            | 15. Mai 2022             | Andrea Budke, Simone Grabs                                                     |
| 12         | 12        | Multiple Sklerose – Keine Angst vor morgen                        | 22. Mai 2022             | Ana-Marija Bilandzija                                                          |
| 13         | 13        | Oh mein Gott, ich glaube!                                         | 29. Mai 2022             | Matthias Wolf                                                                  |
| 14         | 14        | Leben für Gott – Was junge Leute ins Kloster zieht                | 5. Juni 2022             | Markus Erwig                                                                   |
| 15         | 15        | Kinder des Internets                                              | 12. Juni 2022            | Markus Haist                                                                   |
| 16         | 16        | Solo-Mütter                                                       | 19. Juni 2022            | Christian David                                                                |
| 17         | 17        | Handwerk als Passion                                              | 26. Juni 2022            | S. René Autor, Andrea Budke                                                    |
| 18         | 18        | Nächste Hilfe auf Gleis 1!                                        | 3. Juli 2022             | Andrea Wiehager-Philippi                                                       |
| 19         | 19        | Jung verschuldet                                                  | 10. Juli 2022            | Juliane Metten-Gardiner                                                        |
| 20         | 20        | Kein Zurück – Leben mit der Flut                                  | 17. Juli 2022            | Matthias Wiesel, Wolfgang Danner                                               |
| 21         | 21        | Im Dienst des Staates – "Ich werde Polizist*in"                   | 24. Juli 2022            | Sophie Apelt                                                                   |
| 22         | 22        | Die Mutterglück-Lüge                                              | 31. Juli 2022            | Luisa Gruber, Caroline Leibküchler                                             |
| 23         | 23        | Vanlife – Unterwegs auf kleinstem Raum                            | 7. Aug. 2022             | Nathalie Suthor                                                                |
| 24         | 24        | Die Burg-WG                                                       | 14. Aug. 2022            | Susanne Bohlmann, Christopher Hawkins                                          |
| 25         | 25        | Raus aus der Wut – WG statt Knast                                 | 21. Aug. 2022            | Tim Hamelberg                                                                  |
| 26         | 26        | Beistand hinter Gittern                                           | 28. Aug. 2022            | Felix Kost                                                                     |
| 27         | 27        | Ostkinder                                                         | 4. Sep. 2022             | Carolin Hillner                                                                |
| 28         | 28        | Schicksalsschlag Amputation                                       | 11. Sep. 2022            | Markus Erwig                                                                   |
| 29         | 29        | Miss Kath – Die Kämpferin in der Grenzstadt                       | 18. Sep. 2022            | Markus Haist                                                                   |
| 30         | 30        | Anders ackern – Nächste Generation                                | 25. Sep. 2022            | Ann-Kristin Danzenbächer, Florian Hellwig                                      |
| 31         | 31        | Anders ackern – Urban Farming                                     | 2. Okt. 2022             | Ariane Martin                                                                  |
| 32         | 32        | Anders ackern – Bewusst imkern                                    | 9. Okt. 2022             | Loreena Wilner, Ulrich Hansen                                                  |
| 33         | 33        | Einfach weg! Kurztrip für die Seele                               | 16. Okt. 2022            | Annette Lönne                                                                  |
| 34         | 34        | Zwei Sprachen – Eine Familie                                      | 23. Okt. 2022            | Marion Mück-Raab                                                               |
| 35         | 35        | Ich trauere anders                                                | 30. Okt. 2022            | Ole Siebrecht                                                                  |
| 36         | 36        | Generation Gönn dir? – Zwischen Genuss und Verantwortung          | 6. Nov. 2022             | Lena Baumann, Saadet Czapski, Catharina Martin, Loren Müller, Dorothée Schmidt |
| 37         | 37        | Gewappnet für die Katastrophe – Wie Prepper überleben wollen      | 13. Nov. 2022            | Frank Simoneit                                                                 |
| 38         | 38        | In Papas Fußstapfen                                               | 20. Nov. 2022            | Corinna Wirth                                                                  |
| 39         | 39        | Warum glaubst du? – Die Liebe                                     | 27. Nov. 2022            | Felix Kost                                                                     |
| 40         | 40        | Warum glaubst du? – Die Hoffnung                                  | 4. Dez. 2022             | Leonie Litschko                                                                |
| 41         | 41        | Warum glaubst du? – Der Tod                                       | 11. Dez. 2022            | Felix Kost                                                                     |
| 42         | 42        | Warum glaubst du? – Die Schuld                                    | 18. Dez. 2022            | Simone Matheis                                                                 |

### 2023
| Nr. (ges.) | Nr. (St.) | Originaltitel                                                            | Erstausstrahlung D (ZDF) | Drehbuch                                  |
| ---------- | --------- | ------------------------------------------------------------------------ | ------------------------ | ----------------------------------------- |
| 43         | 1         | Die Seefrau                                                              | 8. Jan. 2023             | Markus Haist                              |
| 44         | 2         | Mit den Eltern brechen                                                   | 15. Jan. 2023            | Ronja Henke, Bernd Reufels                |
| 45         | 3         | Regenbogeneltern                                                         | 22. Jan. 2023            | Ana-Marija Bilandzija                     |
| 46         | 4         | Secondhandwerker                                                         | 29. Jan. 2023            | Carolin Hillner                           |
| 47         | 5         | Jung und obdachlos – Mit einer Wohnung zurück ins Leben?                 | 5. Feb. 2023             | Juliane Metten, Shari Jung                |
| 48         | 6         | Weg mit dem Z-Wort! – Roma in Deutschland                                | 12. Feb. 2023            | Marion Mück-Raab                          |
| 49         | 7         | Happy Dog, Happy Life?                                                   | 19. Feb. 2023            | Maria Patz                                |
| 50         | 8         | Obdachlos und selbstbestimmt – Mein Rad ist mein Retter                  | 26. Feb. 2023            | Nathalie Suthor                           |
| 51         | 9         | Katrin sucht das Glück                                                   | 5. März 2023             | Susanne Bohlmann, Christopher Hawkins     |
| 52         | 10        | Update gescheitert? – Kirche im Reformversuch                            | 12. März 2023            | Lena Baumann, Matthias Wiesel             |
| 53         | 11        | Unterwegs für Teens und queere Oldies – Sozialarbeit hilft Brücken bauen | 19. März 2023            | Andrea Budke                              |
| 54         | 12        | Neu im Amt – Junge Bürgermeisterinnen und Bürgermeister                  | 26. März 2023            | Ann-Kristin Danzenbächer, Florian Hellwig |
| 55         | 13        | Traumjob auf Umwegen                                                     | 2. Apr. 2023             | Iris Toussaint                            |
| 56         | 14        | Wer kann Kanzel? – Quereinstieg ins Pfarramt                             | 9. Apr. 2023             | Andrea Wiehager-Philippi                  |
| 57         | 15        | Auf der Suche nach dem leiblichen Vater                                  | 16. Apr. 2023            | Katrin Wegner                             |
| 58         | 16        | Helfer hinter Haustüren – Alltag in der Familienhilfe                    | 23. Apr. 2023            | Felix Kost                                |
| 59         | 17        | Detrans – Wenn die Trans-OP nicht glücklich macht                        | 30. Apr. 2023            | Markus Haist                              |
| 60         | 18        | Stroke Survivor – Ich geb' nicht auf!                                    | 7. Mai 2023              | Ole Siebrecht                             |
| 61         | 19        | Körperideale – so what?                                                  | 14. Mai 2023             | Annette Lönne                             |
| 62         | 20        | Ich habe abgetrieben                                                     | 21. Mai 2023             | Frank Simoneit                            |
| 63         | 21        | Ich lass mich taufen                                                     | 28. Mai 2023             | Carolin Hillner, Steffi Springer          |
| 64         | 22        | SAVING LIVES – Lebensretter im Einsatz                                   | 4. Juni 2023             | Petra Cyrus                               |
| 65         | 23        | Fuck Cancer                                                              | 11. Juni 2023            | Sophie Henn                               |
| 66         | 24        | Mamas Stimme lebt                                                        | 18. Juni 2023            | ingeborg Rüthers                          |
| 67         | 25        | Beats & Business – Junge DJs                                             | 25. Juni 2023            | Ana-Marija Bilandzija                     |
| 68         | 26        | Challenge Fernbeziehung                                                  | 2. Juli 2023             | Ronja Henke, Laura Hohmann                |
| 69         | 27        | Mehr als nur Sport – Zwei Frauen im Profifußball                         | 9. Juli 2023             | Felix Kost                                |
| 70         | 28        | Too toxic to handle: Love – Desaster                                     | 16. Juli 2023            | Christian David                           |
| 71         | 29        | Too toxic to handle: Family – Desaster                                   | 23. Juli 2023            | Christian David                           |
| 72         | 30        | Too toxic to handle: Job – Desaster                                      | 30. Juli 2023            | Svenja Nagel                              |
| 73         | 31        | Die Seesoldaten – Ich gehe zur Bundeswehr                                | 6. Aug. 2023             | Katrin Lindner                            |
| 74         | 32        | Mein Bullerbü – Landleben reloaded                                       | 13. Aug. 2023            | Hannah Radgen                             |
| 75         | 33        | Mein Bullerbü – Traum trifft Realität                                    | 20. Aug. 2023            | Hannah Radgen                             |
| 76         | 34        | Boot Camp für die Ehe                                                    | 3. Sep. 2023             | Lotta Pommerien                           |
| 77         | 35        | Risse in unserer Gesellschaft – Der Klimastreit                          | 10. Sep. 2023            | Markus Erwig                              |
| 78         | 36        | Risse in unserer Gesellschaft – Arm und Reich                            | 17. Sep. 2023            | Markus Erwig                              |
| 79         | 37        | Risse in unserer Gesellschaft – Woke oder was?                           | 24. Sep. 2023            | Markus Erwig                              |
| 80         | 38        | Frauen für den Frieden                                                   | 1. Okt. 2023             | S. René Autor                             |
| 81         | 39        | Austritt – Ich war Zeuge Jehovas                                         | 15. Okt. 2023            | Matthias Wolf                             |
| 82         | 40        | Jung verwitwet, neu verliebt                                             | 22. Okt. 2023            | Ronja Henke, Marlon Schneider             |
| 83         | 41        | Ungeboren, unvergessen – Wir hatten eine Fehlgeburt                      | 29. Okt. 2023            | Matthias Wiesel                           |
| 84         | 42        | Meteor im Mittelmeer – Zwei Wochen auf dem Forschungsschiff              | 5. Nov. 2023             | Markus Haist                              |
| 85         | 43        | Glaubt mir! – Missbrauch in der Therapie                                 | 12. Nov. 2023            | Stephanie Schmidt                         |
| 86         | 44        | Mein neues Leben nach der Haft                                           | 19. Nov. 2023            | Annette Lönne                             |
| 87         | 45        | Schwarz. Deutsch. Brücke sein – Menna Mulugeta                           | 26. Nov. 2023            | Ariane Martin                             |
| 88         | 46        | Becoming Dad!                                                            | 3. Dez. 2023             | Yves Schurzmann                           |
| 89         | 47        | Seenotrettung aus der Luft                                               | 10. Dez. 2023            | S. René Autor                             |
| 90         | 48        | Warum glaubst du? – Opferrituale und Magie - moderne Hexen und Heiden    | 17. Dez. 2023            | Felix Kost                                |

### 2024
| Nr. (ges.) | Nr. (St.) | Originaltitel                                                   | Erstausstrahlung D (ZDF) | Drehbuch                              |
| ---------- | --------- | --------------------------------------------------------------- | ------------------------ | ------------------------------------- |
| 91         | 1         | Warum glaubst du? – Werbung für Gott                            | 7. Jan. 2024             | Andreas Schlosser                     |
| 92         | 2         | Zeitenwende – Jüdisch in Deutschland                            | 14. Jan. 2024            | Markus Erwig                          |
| 93         | 3         | Große Sprünge – Frauen und das Skateboard                       | 21. Jan. 2024            | Markus Erwig                          |
| 94         | 4         | Drag Kings – Auf der Bühne Mann                                 | 28. Jan. 2024            | Stephanie Paersch                     |
| 95         | 5         | Schwarz. Deutsch. Supermodel – Alpha Dia                        | 4. Feb. 2024             | Christian Weibezahn                   |
| 96         | 6         | Wir sind der Boss!                                              | 11. Feb. 2024            | Christian Schnelting, Florian Beck    |
| 97         | 7         | Wahnsinn Wohnungssuche                                          | 18. Feb. 2024            | Carolin Hillner                       |
| 98         | 8         | Gescheitert – was jetzt?                                        | 25. Feb. 2024            | Maria Patz                            |
| 99         | 9         | Kampf fürs Wattenmeer                                           | 3. März 2024             | Markus Haist                          |
| 100        | 10        | Obdachlosenhilfe – Wärme spenden, Leben retten                  | 10. März 2024            | Felix Kost                            |
| 101        | 11        | Mehr als eine WG – Wir teilen alles                             | 17. März 2024            | Ana-Marija Bilandzija                 |
| 102        | 12        | Trash Fashion – Mode aus Müll                                   | 24. März 2024            | Nathalie Suthor                       |
| 103        | 13        | Maël & Jonas – Vom Casting zur Karriere                         | 31. März 2024            | Marion Mück-Raab, Stefanie Neckermann |
| 104        | 14        | Mental Load – Organisieren bis zum Limit                        | 7. Apr. 2024             | Sonja Fröhlich                        |
| 105        | 15        | Lass laufen! – Zyklusorientiert leben                           | 14. Apr. 2024            | Stefanie Drescher                     |
| 106        | 16        | Traum vom Rampenlicht                                           | 21. Apr. 2024            | Robert Summerfield                    |
| 107        | 17        | Männer im Kreißsaal – von Hebammen und Frühchenpflegern         | 28. Apr. 2024            | Lotta Pommerien                       |
| 108        | 18        | Realitätsschock Lehrerin                                        | 5. Mai 2024              | Lena Baumann, Lina Probst             |
| 109        | 19        | Einfach weg! – Kurztrip für die Seele                           | 12. Mai 2024             | Annette Lönne                         |
| 110        | 20        | Überleben im Wald – Frauen im Survivaltraining                  | 19. Mai 2024             | Andrea Wiehager-Philippi              |
| 111        | 21        | Crashkurs Fahrschule                                            | 26. Mai 2024             | S. René Autor                         |
| 112        | 22        | Allein mit meinem Glauben? – Christ sein in Ostdeutschland      | 2. Juni 2024             | Steffi Springer                       |
| 113        | 23        | Situationships – Die unverbindlichen Beziehungen                | 9. Juni 2024             | Markus Haist                          |
| 114        | 24        | Megamarsch – Wandern bis zum Umfallen                           | 16. Juni 2024            | Silke Meya, Laura Mentgen             |
| 115        | 25        | Raus aus der Sucht                                              | 23. Juni 2024            | Christian David, Annette Kanis        |
| 116        | 26        | Tiere in Not – Tierhilfe im Einsatz                             | 30. Juni 2024            | Felix Kost                            |
| 117        | 27        | Tattoos gegen Trauma?                                           | 7. Juli 2024             | Katharina Maurer, Wolfgang Brückner   |
| 118        | 28        | Deutsch-Palästinenser*innen 2024 – im Spannungsfeld             | 14. Juli 2024            | Laura Dalibard                        |
| 119        | 29        | Hass stoppen – Demokratie retten                                | 21. Juli 2024            | Carolin Hillner                       |
| 120        | 30        | Being Swiftie – Mein Leben für Taylor Swift                     | 4. Aug. 2024             | Lotta Pommerien                       |
| 121        | 31        | Being Dad!                                                      | 25. Aug. 2024            | Yves Schurzmann                       |
| 122        | 32        | Kontra Klischee – Junge Juden klären auf                        | 8. Sep. 2024             | Iris Toussaint                        |
| 123        | 33        | Against All Gods – Die Glaubens-WG - Alle unter (s)einem Dach   | 15. Sep. 2024            | Aurelia Kanetzky, Katharina Reinartz  |
| 124        | 34        | Against All Gods – Die Glaubens-WG - Führe uns nicht in Haram   | 22. Sep. 2024            | Aurelia Kanetzky, Katharina Reinartz  |
| 125        | 35        | Against All Gods – Die Glaubens-WG - Alles Alman?               | 29. Sep. 2024            | Aurelia Kanetzky, Katharina Reinartz  |
| 126        | 36        | Co-Parenting – Neue Wege zur Familie                            | 6. Okt. 2024             | Frank Simoneit                        |
| 127        | 37        | Arm an der Uni – Wenn das Studium alles kostet                  | 13. Okt. 2024            | Doro Plutte, Kim Diehl                |
| 128        | 38        | Ich war Prostituierte                                           | 20. Okt. 2024            | Annette Lönne                         |
| 129        | 39        | Risse in unserer Gesellschaft – Jung gegen alt                  | 27. Okt. 2024            | Markus Erwig                          |
| 130        | 40        | Risse in unserer Gesellschaft – Der Kampf ums Auto              | 3. Nov. 2024             | Markus Erwig                          |
| 131        | 41        | Stresstest Trauzeug*in – Zwischen Party, Planung und Prosecco   | 10. Nov. 2024            | Laura Hohmann, Livia Beißer           |
| 132        | 42        | Against All Gods – Die Glaubens-WG - Let’s talk about Sex, Baby | 17. Nov. 2024            | Aurelia Kanetzky, Katharina Reinartz  |
| 133        | 43        | Against All Gods – Die Glaubens-WG - Endstation Tod?            | 24. Nov. 2024            | Aurelia Kanetzky, Katharina Reinartz  |
| 134        | 44        | Against All Gods – Die Glaubens-WG - Shalom, Namasté, Peace out | 1. Dez. 2024             | Aurelia Kanetzky, Katharina Reinartz  |
| 135        | 45        | Von Dogdancing und echten Rittern                               | 8. Dez. 2024             | Felix Kost                            |
| 136        | 46        | Too toxic to handle: Friendship – Desaster                      | 15. Dez. 2024            | Ole Siebrecht                         |
| 137        | 47        | Too toxic to handle: Friendship – Schwiegereltern               | 22. Dez. 2024            | Ole Siebrecht                         |
| 138        | 48        | Raus aus dem Job – Neuanfang in den Bergen?                     | 29. Dez. 2024            | Anna Gürth                            |

### 2025
| Nr. (ges.) | Nr. (St.) | Originaltitel                                                | Erstausstrahlung D (ZDF) | Drehbuch                                  |
| ---------- | --------- | ------------------------------------------------------------ | ------------------------ | ----------------------------------------- |
| 139        | 1         | Ich will keine Kinder                                        | 5. Jan. 2025             | Tim Hamelberg, Laetitia von Baeyer-Nickol |
| 140        | 2         | Auch mein Fußball! – Frauen im Stadion                       | 12. Jan. 2025            | Jesper Petzke, Kristian Sommer            |
| 141        | 3         | Tradwives – Der Trend zur traditionellen Hausfrau            | 19. Jan. 2025            | Markus Haist                              |
| 142        | 4         | Der Nazi in meiner Familie                                   | 26. Jan. 2025            | Ole Siebrecht, Christian David            |
| 143        | 5         | Abnehmen durch Magen-OP – Langer Weg durch dick und dünn     | 2. Feb. 2025             | Valerie Albert, Ziyad Farman              |
| 144        | 6         | Stein für Stein gegen das Vergessen                          | 9. Feb. 2025             | Nathalie Suthor                           |
| 145        | 7         | Zwischen Neuanfang und Krieg – Ukrainerinnen in Deutschland  | 16. Feb. 2025            | Silke Meya, Laura Mentgen                 |
| 146        | 8         | Hält meine Beziehung das aus? – Mein Partner ist krank       | 2. März 2025             | Annette Kanis                             |
| 147        | 9         | Eineiige Zwillinge auf Partnersuche                          | 9. März 2025             | Katrin Wegner                             |
| 148        | 10        | Borderline – Meine Seele im Ausnahmezustand                  | 16. März 2025            | Livia Beißer, Klara Schmidt               |
| 149        | 11        | Plötzlich ohne dich                                          | 23. März 2025            | Markus Haist                              |
| 150        | 12        | Uns trennen Generationen – Alte Väter - junge Kinder         | 30. März 2025            | Ole Siebrecht, Christin Juchheim          |
| 151        | 13        | Uns trennen Generationen – Ziemlich alte Freundinnen         | 6. Apr. 2025             | Christin Juchheim, Ole Siebrecht          |
| 152        | 14        | Einsamkeit – Zwischen Likes und Leere                        | 13. Apr. 2025            | Marika Liebsch, Yves Schurzmann           |
| 153        | 15        | Wieso wegziehen? – Ich mag mein Dorf                         | 20. Apr. 2025            | Carolin Hillner                           |
| 154        | 16        | Russlanddeutsche – zerrissene Communitys                     | 27. Apr. 2025            | Markus Erwig                              |
| 155        | 17        | Hält meine Beziehung das aus? – Nicht ohne meine Geschwister | 11. Mai 2025             | Annette Kanis                             |
| 156        | 18        | Onlinedating-Burn-out                                        | 18. Mai 2025             | Nathalie Suthor                           |
| 157        | 19        | Brust OP – Krank durch Implantate?                           | 25. Mai 2025             | Felix Kost                                |
| 158        | 20        | Kontaktabbruch – Neuanfang ohne Eltern?                      | 1. Juni 2025             | Johanna Engel, Laura Hohmann              |
| 159        | 21        | Vom Almtraum zum Albtraum                                    | 8. Juni 2025             | Lena Baumann, Sophie Boos                 |
| 160        | 22        | Gewalt gegen Männer – Wenn die Liebe zur Qual wird           | 15. Juni 2025            | Carsten Binsa                             |
| 161        | 23        | Suche nach dem Spirit – Schamanismus                         | 22. Juni 2025            | Robert Summerfield                        |
| 162        | 24        | Suche nach dem Spirit – Life-Coaching                        | 29. Juni 2025            | Robert Summerfield                        |
| 163        | 25        | Suche nach dem Spirit – Tarot                                | 6. Juli 2025             | Robert Summerfield                        |
| 164        | 26        | Alles für Longevity?                                         | 13. Juli 2025            | Pauline Beck                              |
| 165        | 27        | Hungrig auf Leben                                            | 20. Juli 2025            | Ole Siebrecht                             |
| 166        | 28        | Zwei Welten in mir                                           | 27. Juli 2025            | Sorina Gajewski                           |
| 167        | 29        | Lebensretter Schule – 1. Teil: Jeder Tag ein Kampf           | 3. Aug. 2025             | Niklas Kreusch                            |
| 168        | 30        | Lebensretter Schule – 2. Teil: Abbruch oder Neuanfang        | 10. Aug. 2025            | Niklas Kreusch                            |
| 169        | 31        | Wenn die Panik mitfliegt – Flugangst besiegen                | –                        | –                                         |
| 170        | 32        | Neustart nach Trennung                                       | –                        | –                                         |
| 171        | 33        | Anders vernetzt – Autismus                                   | –                        | –                                         |
| 172        | 34        | Müssen müssen – jung und inkontinent                         | –                        | –                                         |
| 173        | 35        | Cannabis – zwischen Rausch und Rettung                       | –                        | –                                         |